# 2012 dans le catholicisme
Chronologie du catholicisme
- 2008
- 2009
- 2010
- 2011
- 2012
- 2013
- 2014
- 2015
- 2016

Cet article présente les faits marquants de l'année 2012 dans le catholicisme.

## Évènements
- 18 février : consistoire pour la création de 22 cardinaux dont 18 électeurs.
- 23 au 29 mars : voyage apostolique du pape au Mexique et à Cuba.
- 29 avril : béatification de Pierre-Adrien Toulorge.
- 10 mai : canonisation équipollente d'Hildegarde de Bingen.
- 27 mai : béatification de Mère Saint-Louis.
- 3 juin : béatification de Jean-Joseph Lataste.
- 10 au 17 juin : Congrès eucharistique international à Dublin.
- 14 au 16 septembre : voyage apostolique du pape au Liban, dernier voyage de Benoît XVI hors d'Italie.
- 22 septembre : béatification de Louis Brisson.
- 7 octobre : 
  - ouverture du XIIIe synode des évêques sur ma nouvelle évangélisation.
  - Saint Jean d'Avila et Sainte Hildegarde de Bingen sont proclamés Docteurs de l'Église par le pape Benoît XVI.
- 21 octobre : canonisation de Jacques Berthieu et de 6 autres bienheureux.
- 24 novembre : consistoire pour la création de 6 cardinaux électeurs.

## Décès

### Janvier
- 1er janvier : Alfredo Battisti, prélat italien, archevêque d'Udine (° 17 janvier 1925)
- 8 janvier : Clarence Pope, prélat épiscopalien américain devenu catholique (° 26 octobre 1929)
- 12 janvier : Josef Metzler, prêtre allemand de la Curie, préfet des archives secrètes (° 7 février 1921)
- 14 janvier : Antonio Mistrorigo, prélat italien, évêque de Trévise (° 26 mars 1912)
- 16 janvier : Alfred Bouveresse, prêtre et historien local français (° 11 novembre 1925)
- 17 janvier : 
  - Phil Bosmans, prêtre et écrivain belge (° 1er juillet 1922)
  - Colin Campbell, prélat canadien, évêque d'Antigonish (° 12 juillet 1931)
- 19 janvier : Giovanni De Andrea, prélat italien, diplomate du Saint-Siège et archevêque titulaire d'Aquaviva (de) (° 22 avril 1928)
- 31 janvier : Anthony Joseph Bevilacqua, cardinal américain, archevêque de Philadelphie (° 17 juin 1923)

### Février
- 4 février : Pierre Rouanet, prélat et missionnaire français en Côte d'Ivoire, évêque de Daloa (° 16 novembre 1917)
- 5 février : Laurent Zhang Wenchang, prêtre chinois, administrateur apostolique de plusieurs diocèses (° 1920)
- 28 février : 
  - Joseph Moerman, prêtre belge engagé en faveur de l'enfance (° 2 mars 1920)
  - Louis Monloubou, prêtre, exégète, théologien et enseignant français (° 15 novembre 1924)

### Mars
- 9 mars : José Tomás Sánchez, cardinal philippin de la Curie (° 17 mars 1920)
- 12 mars : Augustin Misago, prélat rwandais, évêque de Gikongoro (de) (° 1943)

### Avril
- 3 avril : Michael Bzdel, prélat canadien gréco-catholique, archevêque de Winnipeg des Ukrainiens (° 21 juillet 1930)
- 7 avril : Ignace Moussa Ier Daoud, cardinal syrien de la Curie, patriarche syriaque d'Antioche (° 18 septembre 1930)
- 10 avril : Luis Aponte Martínez, premier cardinal portoricain, archevêque de San Juan de Porto Rico (° 4 août 1922)

### Mai
- 6 mai : Félix Kouadjo, prélat ivoirien, évêque de Bondoukou (° 1939)
- 9 mai : Pierre Babin, prêtre, formateur et auteur français (° 25 février 1925)
- 13 mai : Antoine Nguyên Van Thien, prélat vietnamien, évêque de Vinh Long (° 13 mars 1906)
- 26 mai : Paul Schoonbroodt, prêtre traditionaliste sédévacantiste belge (° 5 mai 1933)
- 30 mai : Pierre Ceyrac, prêtre jésuite et missionnaire français en Inde (° 4 février 1914)

### Juin
- 4 juin : Rodolfo Quezada Toruño, cardinal guatémaltèque, archevêque de Guatemala (° 8 mars 1932)
- 16 juin : Amédée Nagapen, prêtre et historien mauricien (° 23 octobre 1930)

### Juillet
- 9 juillet : Eugênio de Araújo Sales, cardinal brésilien, archevêque de Rio de Janeiro (° 8 novembre 1920)
- 22 juillet : Vincent O'Keefe, prêtre jésuite, enseignant et théologien américain (° 10 janvier 1920)
- 31 juillet : Lucien Daloz, prélat français, archevêque de Besançon (° 9 octobre 1930)

### Août
- 13 août : Hervé Le Cléac'h, prélat français, évêque de Taiohae (° 11 mars 1915)
- 22 août : Paul Shan Kuo-hsi, cardinal jésuite chinois, évêque de Kaohsiung (en) (° 3 décembre 1923)
- 29 août : Marie-Régina Cazabon, religieuse et missionnaire française en Inde (° 30 juin 1910)
- 31 août : Carlo Maria Martini, cardinal italien, archevêque de Milan (° 15 février 1927)

### Septembre
- 8 septembre : Xavier Baronnet, prélat jésuite français, évêque de Port-Victoria (° 5 avril 1927)
- 18 septembre : Michel Kuehn, prélat français, évêque de Chartres (° 7 octobre 1923)
- 20 septembre : Fortunato Baldelli, cardinal italien de la Curie, diplomate du Saint-Siège et archevêque titulaire de Mevania (de) (° 6 août 1935)
- 28 septembre : Pierre Dubois, prêtre franco-chilien, missionnaire au Chili, défenseur des droits de l'Homme (° 17 octobre 1931)
- 29 septembre : Antonio Maria Mucciolo, prélat brésilien, archevêque de Botucatu (° 1er mai 1923)

### Octobre
- 10 octobre : Piotr Lenartowicz, prêtre jésuite, philosophe, médecin et biologiste polonais (° 25 août 1934)
- 12 octobre : David Trosch, prêtre américain, militant contre l'avortement et l'homosexualité (° 29 novembre 1935)
- 15 octobre : Patrick Cooney, prélat américain, évêque de Gaylord (° 10 mars 1934)
- 17 octobre : René-Marie Ehouzou, prélat béninois, évêque de Porto-Novo (° 12 avril 1944)
- 19 octobre : Raymond Dumais, évêque canadien de Gaspé ayant démissionné pour se marier (° 4 juin 1950)
- 28 octobre : 
  - Ernst Heinrich Karlen, prélat zimbabwéen d'origine suisse, archevêque de Bulawayo (° 1er février 1922)
  - George Riashi, prélat libanais melkite, archevêque de Tripoli (° 25 novembre 1933)
- 31 octobre : 
  - Alfons Demming, prélat allemand, évêque auxiliaire de Münster et évêque titulaire de Gordus (de) (° 29 février 1928)
  - Faustino Sainz Muñoz, prélat espagnol, diplomate du Saint-Siège et archevêque titulaire de Novaliciana (de) (° 5 juin 1937)

### Novembre
- 12 novembre : Michel Hrynchyshyn, prélat gréco-catholique, exarque apostolique pour les ukrainiens gréco-catholiques de France, du Benelux et de Suisse (° 18 février 1929)
- 13 novembre : Paul Lebeau, prêtre, théologien et œcuméniste belge (° 16 décembre 1925)
- 17 novembre : Roger Guindon, prêtre, enseignant et théologien canadien (° 26 septembre 1920)

### Décembre
- 8 décembre : Ambrose Madtha, prélat indien, diplomate du Saint-Siège, archevêque titulaire de Naissus (de) (° 2 novembre 1955)
- 10 décembre : Jacques Jullien, prélat français, archevêque de Rennes (° 7 mai 1929)
- 11 décembre : 
  - Pedro Reginaldo Lira, prélat argentin, évêque auxiliaire de Salta et évêque titulaire de Tenedus (de) puis de Castellum-en-Maurétanie (de) (° 7 septembre 1915)
  - Walter Francis Sullivan, prélat américain, évêque de Richmond, précédemment évêque titulaire de Selsea (de) (° 10 juin 1928)
- 25 décembre : Edward Thomas Hughes, prélat américain, évêque de Metuchen (en) (° 30 novembre 1920)
- 27 décembre : Maurice Delorme, prélat français, évêque auxiliaire de Lyon et évêque titulaire d'Ottocium (° 20 novembre 1919)
- 29 décembre : Ignacy Marcin Tokarczuk, prélat polonais, archevêque de Przemyśl (° 1er janvier 1918)
- 31 décembre : James B. Reuter, prêtre jésuite, journaliste et missionnaire américain aux Philippines (° 21 mai 1916)